# Френсіс О'Коннор
Френсіс Енн О'Коннор (англ. Frances Ann O'Connor, народилася 12 червня 1967) — австралійська актриса і режисер британського походження. Найбільш відома своїми ролями у фільмах «Менсфілд-парк», «Засліплений бажаннями», «Штучний інтелект», «Як важливо бути серйозним» і «У пастці часу». О'Коннор отримала нагороду AACTA за свою роль у фільмі «Благословенні», а також отримала дві номінації на премію «Золотий глобус» за свої виступи у фільмах «Мадам Боварі» та «Зниклі безвісти». У 2022 році вийшов її дебютний повнометражний фільм Емілі як сценариста та режисера.

## Раннє життя
народилася у Вантеджі, на той час у графстві Беркшир, Англія, в сім'ї піаністки та фізика-ядерника її родина переїхала до Перта, Західна Австралія, коли їй було два роки. Вона середня з п'яти дітей, з одним старшим братом, однією старшою сестрою та двома молодшими сестрами. О'Коннор був вихований католиком і відвідував коледж Мерседес у Перті. Потім вона вступила до Академії сценічних мистецтв Західної Австралії та отримала ступінь бакалавра мистецтв у галузі літератури в університеті Кертіна в Західній Австралії.

## Кар'єра
О'Коннор дебютувала в кіно в незалежній романтичній комедії Емми-Кейт Кроган «Любов та інші катастрофи» (1996), яка отримала визнання критиків. Вона отримала свою першу нагороду AACTA за найкращу жіночу роль у номінації на головну роль за її гру у фільмі. У 1997 році вона зіграла головну роль у фільмі «Поцілуй або вбий» і зіграла разом із Кейт Бланшетт і Річардом Роксбургом у фільмі «Дякувати Богу, що він зустрів Ліззі». У 1999 році О'Коннор зіграла роль Фанні Прайс у британській романтичній комедійній драмі «Менсфілдський парк». Фільм також отримав схвальні відгуки критиків. Наступного року О'Коннор отримала номінацію на премію «Золотий глобус» за роль Емми Боварі у фільмі «Мадам Боварі».
У 2000 році О'Коннор почала свою кар'єру в Голлівуді з ролі в комедійному фільмі «Осліплені», ремейку однойменного фільму 1967 року. Вона зіграла разом з Бренданом Фрейзером і Елізабет Герлі. Наступного року вона зіграла головну роль у науково-фантастичній драмі Стівена Спілберга «Штучний інтелект». За роль у фільмі вона була номінована на премію «Сатурн» за найкращу жіночу роль. У 2002 році вона зіграла разом з Рупертом Евереттом, Коліном Фертом і Джуді Денч у романтичній комедійній драмі «Як важливо бути серйозним», поставленій Олівером Паркером за класичною п’єсою Оскара Уайльда. У 2003 році О'Коннор зіграв головну роль разом із Полом Вокером у науково-фантастичному фільмі «Хронологія», який зірвався в прокаті.
У 2004 році О'Коннор повернулась до незалежних фільмів і знялась у фільмі «Янголи із залізними щелепами» з Гіларі Свенк, Джулією Ормонд і Анжелікою Г'юстон. Отримала ще дві номінації на премію AACTA за найкращу жіночу роль у фільмах Три долари (2005) і «Мисливець». У 2008 році вона знялася в короткостроковому комедійно-драматичному серіалі ABC «Кашемірова мафія» разом з Люсі Лью, Мірандою Отто та Бонні Сомервіль. У 2009 році вона отримала нагороду AACTA за найкращу жіночу роль за роль у фільмі «Благословенні». Пізніше вона з'явилася у фільмах «Автомобіль» Джейн Менсфілд, «Маленький червоний вагон» і «Правда про Емануеля». У 2011 році О'Коннор взяли участь у пілотній драмі ABC Hallelujah, створеній Марком Черрі, але серіал не було підібрано до серіалу. З 2013 по 2014 рік вона грала Роуз Селфрідж у британській драмі «Містер Селфрідж».
У 2014 році О'Коннор отримала головну роль у британській драмі «Зниклі безвісти». За роль у серіалі вона була номінована на премію «Золотий глобус» за найкращу жіночу роль у міні-серіалі або телефільмі. Потім вона з'явилася як мати Белль Колетт у четвертому сезоні американського серіалу «Одного разу». У 2016 році О'Коннор знявся у фільмі жахів «Закляття 2» разом із Вірою Фармігою та Патріком Вілсоном та у фільмі «Розумник» разом з Ієном Гленом.

## Особисте життя
У 2005 році у О'Коннор і її багаторічного партнера Джеральда Лепковскі народився син. Пара одружилася в 2011 році в резиденції матері О'Коннор в Австралії.

## Фільмографія
| Рік      | Назва                            | Роль                            | Примітки           |  |
| -------- | -------------------------------- | ------------------------------- | ------------------ |  |
| 1995 рік | Ящики для купання                | 2-га жінка                      | Короткий фільм     |  |
| 1996 рік | Любов та інші катастрофи         | Мія                             |                    |  |
| 1997 рік | Поцілунок або вбивство           | Ніккі Дейвіс                    |                    |  |
| 1997 рік | Слава Богу, що він зустрів Ліззі | Дженні Фоллетт                  |                    |  |
| 1998 рік | Трохи душі                       | Кейт Хаслетт                    |                    |  |
| 1999 рік | Маргарита з гарячою салямі       | Діана                           | Короткий фільм     |  |
| 1999 рік | Менсфілд Парк                    | Фанні Прайс                     |                    |  |
| 2000 рік | Про Адама                        | Лаура Оуенс                     |                    |  |
| 2000 рік | Засліплений бажаннями            | Елісон Гарднер/Ніколь Деларуссо |                    |  |
| 2001 рік | Штучний інтелект                 | Моніка Свінтон                  |                    |  |
| 2002 рік | Як важливо бути серйозним        | Гвендолен Ферфакс               |                    |  |
| 2002 рік | Ті, що говорять із вітром        | Рита Суелтон                    |                    |  |
| 2003 рік | У пастці часу                    | Кейт Еріксон                    |                    |  |
| 2004 рік | Ангели із залізними щелепами     | Люсі Бернс                      |                    |  |
| 2004 рік | Книга кохання                    | Елейн Вокер                     |                    |  |
| 2005 рік | Три долари                       | Таня Гарновей                   |                    |  |
| 2005 рік | Дитя Лазаря                      | Елісон Хейвуд                   |                    |  |
| 2005 рік | Пікаділлі Джим                   | Енн Честер                      |                    |  |
| 2009 рік | Благословенний                   | Ронда                           |                    |  |
| 2011 рік | Мисливець                        | Люсі Армстронг                  |                    |  |
| 2012 рік | Автомобіль Джейн Менсфілд        | Камілла Бедфорд                 |                    |  |
| 2012 рік | Best Man Down                    | Джеймі Андерсон                 |                    |  |
| 2012 рік | Маленький червоний вагон         | Маргарет Крейг                  |                    |  |
| 2013 рік | Правда про Емануеля              | Дженіс                          |                    |  |
| 2014 рік | Таємниця Мерсі                   | Ребекка Маккой                  |                    |  |
| 2016 рік | Закляття 2                       | Пеггі Ходжсон                   |                    |  |
| 2020 рік | Go Karts                         | Крісті Хупер                    |                    |  |
| 2022 рік | Емілі                            | —                               | Сценарист, режисер |  |
| 2025 рік | Венздей 2 сезон                  | TBA                             |                    |  |